# Anis Lounifi
Anis Lounifi (ar. انيس الونيفي ;ur. 7 stycznia 1978) – tunezyjski judoka. Dwukrotny olimpijczyk. Odpadł w eliminacjach w Sydney 2000 i Atenach 2004. Walczył w wadze esktralekkiej i półlekkiej.
Złoty medalista mistrzostw świata w 2001 i brązowy w 2003; uczestnik zawodów w 1999. Startował w Pucharze Świata w 1999, 2000, 2003 i 2004. Triumfator igrzysk śródziemnomorskich w 2001. Wicemistrz igrzysk afrykańskich w 1999. Czterokrotny medalista mistrzostw Afryki w latach 2000 - 2005.

## Letnie Igrzyska Olimpijskie 2000
| Konkurencja | Eliminacje                | Klas. końcowa |
| Konkurencja | Przeciwnik I              | Miejsce       |
| ----------- | ------------------------- | ------------- |
| 66 kg       | Yukimasa Nakamura (JPN) P | I runda.      |

## Letnie Igrzyska Olimpijskie 2004
| Konkurencja | Eliminacje           | Eliminacje                | Klas. końcowa |
| Konkurencja | Przeciwnik I         | Przeciwnik II             | Miejsce       |
| ----------- | -------------------- | ------------------------- | ------------- |
| 60 kg       | Pak Nam-chol (PRK) Z | Jewgienij Staniew (RUS) P | II runda.     |